# Witold Łucjan Langrod
Witold Lucjan Langrod (ur. 25 października 1899 we Lwowie, zm. 17 maja 1983 w Port Jefferson) – polski pisarz, doktor prawa, socjolog, dyplomata, pracownik Organizacji Narodów Zjednoczonych.

## Życiorys
Urodził się w rodzinie żydowskiej, jako starszy syn doktora prawa Bernarda Langroda (ur. 26 sierpnia 1866, zm. 4 września 1934), adwokata w Krakowie i Michaliny Rucker. Był bratem Jerzego Stefana Langroda.
Uczęszczał do III Państwowego Gimnazjum im. Króla Jana III Sobieskiego, przerwał naukę po wybuchu I wojny światowej i walczył w Legionach Polskich, w 1916 powrócił do gimnazjum i rok później je ukończył. Od 1 czerwca 1919 został powołany do 1 dyonu taborów w Lublinie, następnie walczył w wojnie polsko-bolszewickiej. Ukończył kurs szkoły podchorążych w stopniu podporucznika, w 1923 został przeniesiony do korpusu oficerów artylerii rezerwy. Następnie studiował prawo na Uniwersytecie Jagiellońskim, gdzie uzyskał tytuł doktora nauk prawnych. Wyjechał do Paryża, gdzie studiował w Wyższej Szkole Nauk Społecznych. W II połowie 1931 odbył ćwiczenia wojskowe, po których 2 stycznia 1932 został awansowany do stopnia kapitana rezerwy artylerii z przydziałem do 2 pułku artylerii lekkiej Legionów w Kielcach. Jesienią 1932 przeprowadził się do Warszawy, gdzie został naczelnikiem Wydziału Polityki Emigracyjnej w Ministerstwie Spraw Zagranicznych. Równocześnie był wykładowcą prawa prasowego w Wyższej Szkole Dziennikarskiej, od 1935 prowadził sprawy emigracyjno-kolonizacyjne w Międzynarodowym Biurze Pracy przy Lidze Narodów w Genewie. Walczył podczas kampanii wrześniowej w 1939 w sztabie Podgrupy „Radom” Grupy „Kielce” płk. Kazimierza Glabisza. W grudniu 1939 r. przedostał się przez Węgry do Francji, a stąd do Wielkiej Brytanii. Po zakończeniu działań wojennych pozostał na emigracji. Był kierownikiem sekcji opieki nad wysiedleńcami Organizacji Narodów Zjednoczonych ds. Pomocy i Odbudowy (UNRRA) w Londynie, a od 1946 r. pracował w ONZ w Stanach Zjednoczonych. W latach 1965–69, 1971 i 1973 wykładał socjologię i antropologię społeczną na Wydziale Antropologii Społecznej na Uniwersytecie Ibero-Amerykańskim w mieście Meksyk. Członek korespondent Polskiego Towarzystwa Naukowego na Obczyźnie.
11 lutego 1985 urna z jego prochami została przez rodzinę sprowadzona do Polski i pochowana na cmentarzu Rakowickim w Krakowie.

## Książki
- Emigracja jugosławiańska, Warszawa 1932
- Wrzesień w Polsce [pod pseud. Lucjan Łagniewski], Londyn 1942
- Ludzie, fetysze i kartki do głosowania : (pamiętnik z Togo), Londyn 1972
- O niespokojnym życiu i smutnej śmierci Karola Beneskiego, Kraków 1981

## Ordery i odznaczenia
- Krzyż Kawalerski Orderu Odrodzenia Polski (9 listopada 1931)[3]
- Krzyż Walecznych
- Medal Niepodległości (29 grudnia 1933)[4]
- Medal Pamiątkowy za Wojnę 1918–1921
- Medal Dziesięciolecia Odzyskanej Niepodległości
- Krzyż Komandorski Orderu Trzech Gwiazd (Łotwa)
- Krzyż Zasługi Gwardii Cywilnej (Soujeluskuntain Ansioristi) (Finlandia)